# Кзыл-Чишма (Алексеевский район)
Кзыл-Чишма — деревня в Алексеевском районе Татарстана. Входит в состав Большетиганского сельского поселения.

## География
Находится в западной части Татарстана на расстоянии приблизительно 25 км по прямой на юг от районного центра Алексеевское.

## История
Основана в 1930-х годах.

## Население
Постоянных жителей было: в 1938 — 225, в 1949 — 284, в 1958 — 120, в 1970 — 113, в 1979 — 63, в 1989 — 15, в 2002 — 0, 1 в 2010.